# Lycée technologique régional Dhuoda
Le Lycée technologique régional Dhuoda est un édifice civil et un établissement d'enseignement secondaire de la ville de Nîmes, dans le département du Gard et la région Languedoc-Roussillon. Il est inscrit monument historique depuis 2002.
Dhuoda était une princesse du IXe siècle, épouse du duc de Bernard de Septimanie. Reléguée à Uzès par le duc, elle a rédigé un traité d'éducation chrétienne pour son fils aîné.

## Localisation
L'édifice est situé 17 rue Dhuoda et rue Clovis.

## Historique
- 1927 : le maire Hubert Rouger propose de construire une nouvelle « École Pratique de Commerce et d'Industrie », celle de 1835-1836 située place de la Calade étant insuffisante.
- 1931 : les plans sont élaborés par les architectes Jean Christol et Léonce Salles, ainsi que par l'ingénieur Dufour.
- 1933-1936 : l'édifice est construit sous le nom de « Groupe Scolaire Hubert Rouger ».
- après 1945 : l'établissement devient le « Collège Technique et Moderne de Nîmes et Centre d'Apprentissage Annexe ».
- années 1960 : un 2e bâtiment est construit.
- en 2012 : l'établissement prend le nom de « Lycée Technologique régional Dhuoda » ou « Lycée des métiers du Bâtiment et du Développement Durable Dhuoda ». Le grand Lycée Technologique de l'Académie de Montpellier, accueille plus de 1 500 élèves. Il héberge aussi le GRETA CFA Gard Lozère (un réseau de formation continue), le CFA public (sections d’apprentissage).

## Architecture
La façade rue Dhuoda est très décorée : les grandes frises sont du sculpteur André Méric et les trois bas reliefs du porche de l'entrée principale du sculpteur Henri Calvet. Les peintures de Paul Christol, André Vidal et Armand Coussens ornent la salle des fêtes, à droite de l'entrée principale. Henri Pertus a peint le parloir. Les vitraux sont du maître verrier Georges Janin. Avec l'extension rue Clovis (entrées secondaires), cinq cours sont entourées de bâtiments.
Cependant, la façade rue Clovis est bien moins enjolivée, construite en simples murs de béton.

## Direction
- années 2000 : Georges de Haro
- 2011-2016 : Mireille Gandin
- 2016-2020 : Patrice Bousquet
- depuis 2020 : François Martinez